# Abraham Bornsztajn

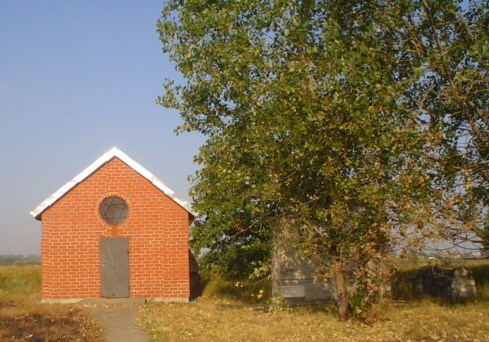
Ohel Abrahama Bornsteina

Abraham Bornstein (ur. 1839 w Białej, zm. 20 lutego 1910 w Sochaczewie) – rabin, założyciel i pierwszy cadyk chasydzkiej dynastii Sochaczew.

## Życiorys
Był synem rabina Zeewa Nachuma Bornsteina z Białej i zięciem Menachema Mendla Morgensterna z Kocka. Uczeń Henocha Henicha Kohena Lewina z Aleksandrowa. Po skończeniu szkoły był rabinem w Parczewie, Krośniewicach, Nasielsku, a od 1883 roku w Sochaczewie. Tam założył synagogę chasydzką i jesziwę (skrzyżowanie ulic Staszica i Pokoju). Około 1884 roku władze rosyjskie odwołały go z funkcji rabina - odtąd był cadykiem i kierownikiem jesziwy.
Jest pochowany w ohelu na cmentarzu żydowskim w Sochaczewie. Jego następcą został syn Samuel Bornstein.

## Spuścizna
Abraham Bornstein pozostawił po sobie wiele rękopisów z zakresu Starego Testamentu i Talmudu. W latach 1905 i 1912 wydano jego traktaty talmudyczne.